# Télémétrie laser sur satellites

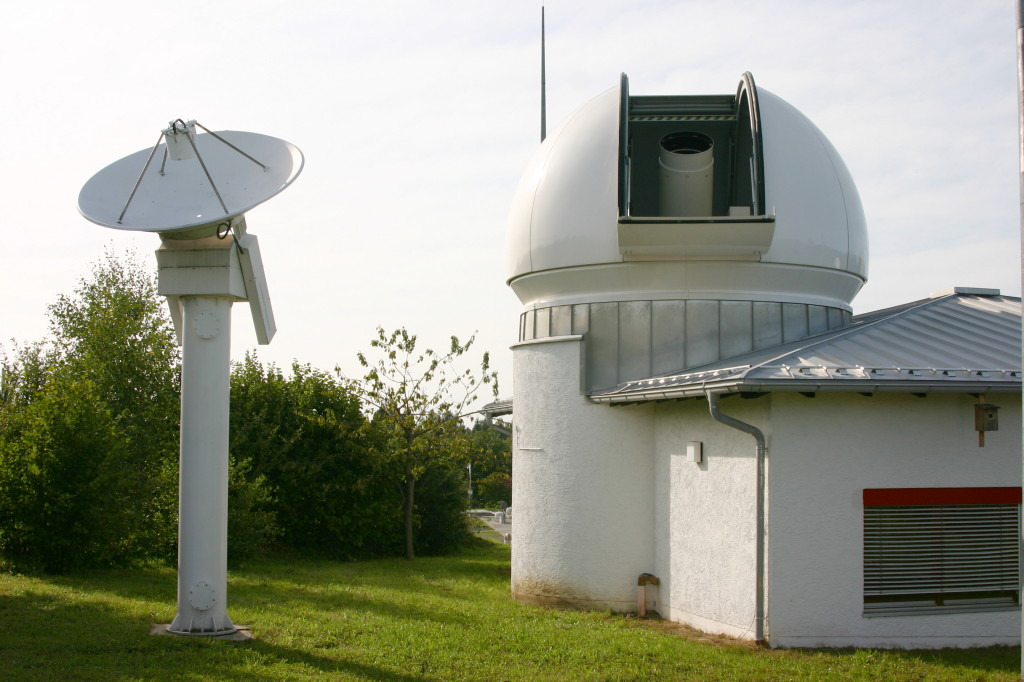
Une station de télémétrie laser à l'observatoire géodésique de Wettzell en Bavière.

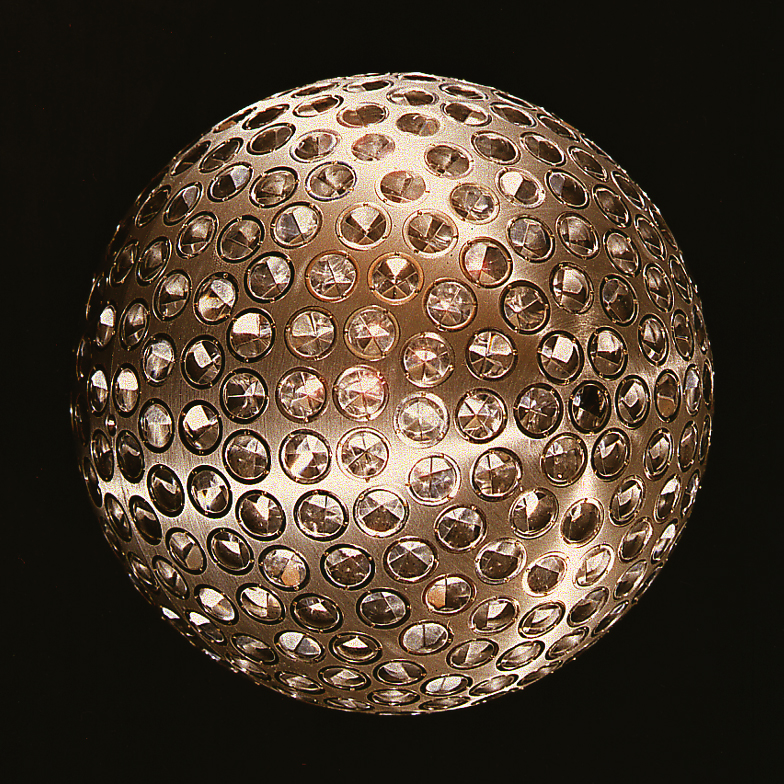
Le satellite LAGEOS équipé de rétroréflecteurs utilisés pour des mesures géodésiques.

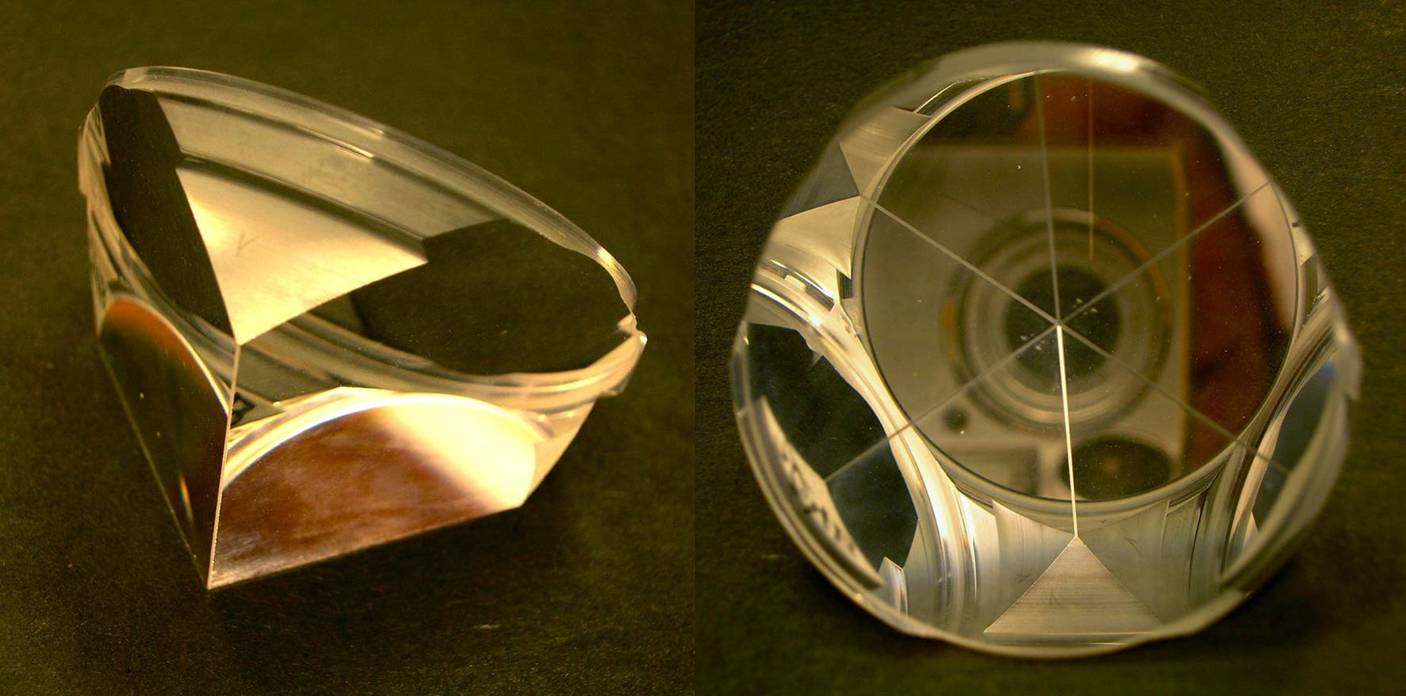
Les coins de cubes sont utilisés pour réaliser les rétroréflecteurs.

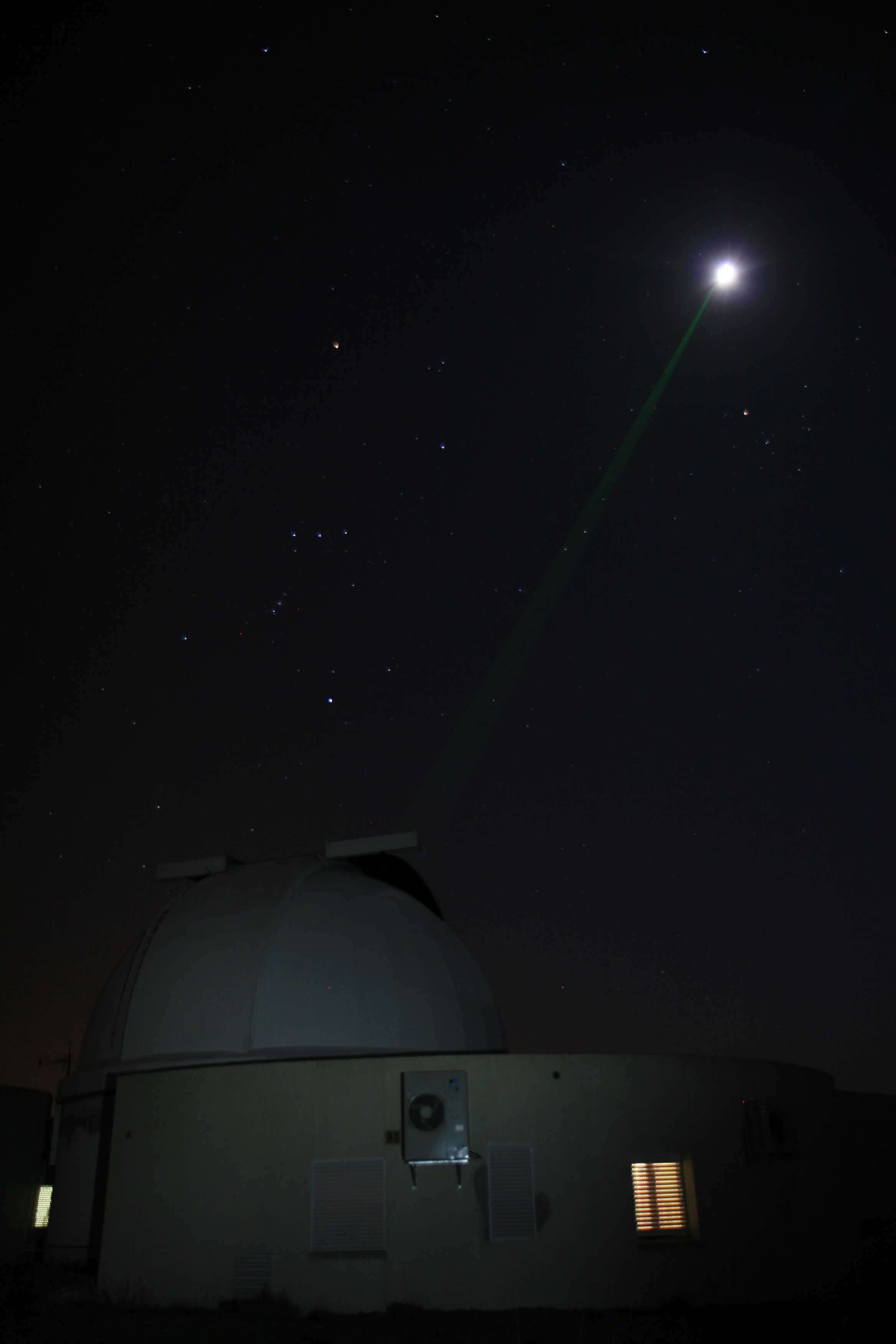
Un tir laser sur la Lune à l'Observatoire du plateau de Calern (ex-CERGA).

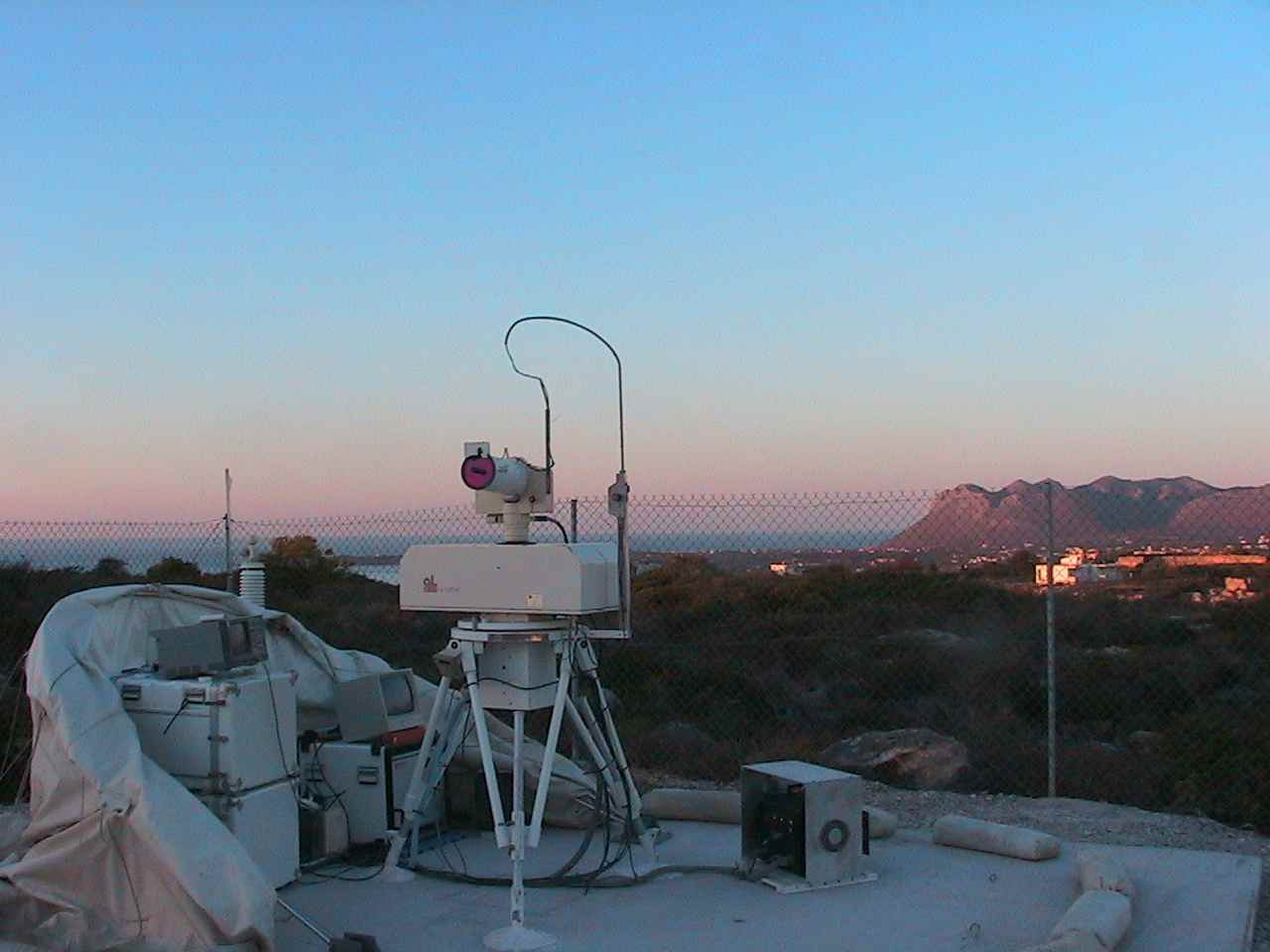
La station de télémétrie laser mobile développée par l'observatoire Côte d'Azur.

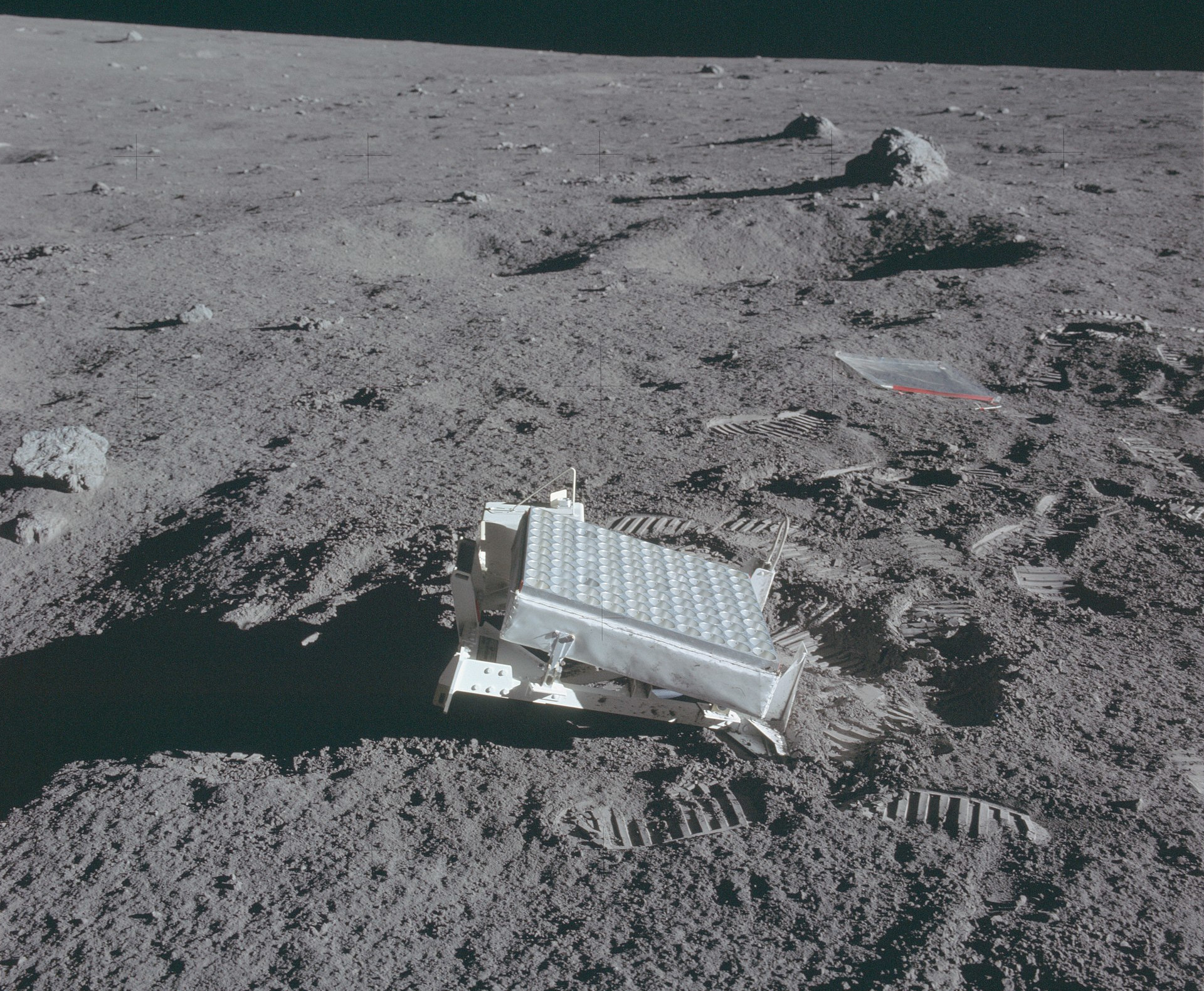
Un rétroréflecteur laser déposé sur la Lune par l'équipage d'Apollo 14.

La télémétrie laser sur satellites (anglais : Satellite Laser Ranging, SLR) est un système de mesure de l'orbite des satellites utilisé pour des applications de géodésie, la détermination de la trajectoire de certains satellites et pour l'étude de la tectonique des plaques. Le système utilise un émetteur laser qui envoie des impulsions lumineuses vers le satellite artificiel équipé d'un rétroréflecteur. Le signal réfléchi est détecté par un télescope solidaire de l'émetteur laser. La mesure du temps mis par le signal lumineux pour revenir permet de déterminer la distance du satellite avec une erreur inférieure à 1 cm. L'activité des stations terrestres hébergeant émetteur laser et télescopes est coordonnée au sein de l'International Laser Ranging Service (ILRS). La qualité des résultats de la télémétrie par laser s'améliore de manière continue depuis son apparition en 1964 grâce aux progrès techniques et à la multiplication des stations ; aujourd'hui cette technique est mise en œuvre par plusieurs dizaines de satellites équipées de réflecteurs.

## Principes de fonctionnement
La technique de télémétrie laser sur satellites repose sur la mesure très  précise du temps que met une  impulsion lumineuse pour faire l'aller retour entre un émetteur laser et un satellite artificiel. Le satellite, pour réfléchir le rayon laser, dispose d'un système optique réfléchissant constitué de coins de cubes ayant la propriété de renvoyer la lumière dans la direction exacte de l'émetteur. La précision angulaire des rétro réflecteurs est de quelques secondes de degré.
L'impulsion laser est émise et reçue dans une station de télémétrie laser située sur Terre qui comporte les équipements suivants :
- un laser à impulsions courtes (⇐   100 picosecondes)  émettant de brèves impulsions lumineuses à une fréquence supérieure ou égale à 10 fois par seconde.
- un télescope solidaire du laser et qui dispose d'un mécanisme permettant de suivre la course du satellite en pointant vers lui. Il reçoit la lumière réfléchie par le réflecteur sur un détecteur.
- un chronomètre de très grande précision (30 ps).
- une horloge très précise  permettant de  dater les tirs laser à 100 nanosecondes près.
- des ordinateurs équipés de logiciels dédiés qui dirigent les instruments, recueillent les données effectuent les calculs et transmettent les résultats vers une base de données internationale.

La distance d est estimée en mesurant le temps écoulé entre le départ et le retour du signal laser Δt compte tenu de la vitesse de la lumière c :
{\displaystyle d={\frac {\Delta t}{2}}\cdot c}

## Domaines d'application
La télémétrie laser est utilisée concurremment avec d'autres méthodes d'altimétrie satellitaire pour faire progresser plusieurs domaines scientifiques :
- Étude du champ de gravité. La trajectoire d'un satellite est perturbée par les irrégularités du champ de gravité terrestre. En mesurant périodiquement l'orbite d'un satellite on peut déterminer les caractéristiques du champ de gravité.

- Contrôle de l'orbite des satellites : l'altimétrie laser permet de caler de manière précise l'orbite des satellites.

- La télémétrie laser participe à la construction du Système international de référence terrestre.

- Topographie sous-marine : les satellites océanographiques déterminent la topographie sous-marine en rapprochant leur trajectoire et la distance à la surface des eaux.

- Courants océaniques : les mêmes mesures permettent de cartographier les courants océaniques en estimant le dénivelé généré à la surface des océans.

- Physique fondamentale

- Planétologie lunaire

## Historique
La télémétrie laser sur satellites est mise en œuvre pour la première fois par la NASA en 1964 avec le satellite Beacon B (Explorer 22). La précision des premières mesures effectuées en 1965 est d'environ 2 mètres ; celle-ci constitue une nette amélioration par rapport aux radars ou aux photographies qui permettent d'obtenir une position avec une précision respectivement de 50 à 100 mètres et de 10 à-20 mètres. La qualité de cette méthode de télémesure est limitée à l'époque par les systèmes de mesure du temps écoulé et le mécanisme d'asservissement du laser et du télescope chargé de suivre un satellite passant à grande vitesse dans le ciel. 
Des rétroréflecteurs sont embarqués à la fin des années 1960 et au début des années 1970 à bord des modules lunaires du programme Apollo, les astromobiles Lunokhod et de plusieurs atterrisseurs du programme Luna ; ils sont désormais installés sur le sol lunaire. Ces équipements permettent de mesurer de manière précise l'évolution de la distance Terre-Lune. Au cours des décennies qui ont suivi, la télémétrie laser se développe pour répondre aux besoins des satellites œuvrant dans différents domaines : géodésie, océanographie ou topographie, tectonique des plaques, mesure du champ de gravité terrestre et de ses variations et physique fondamentale. Progressivement la précision de la méthode s'est améliorée d'un facteur mille passant à quelques millimètres. Depuis une dizaine d'années, les mesures peuvent être également faites de jour. Plus d'une cinquantaine de stations sont progressivement installées dans le monde souvent sur la seule initiative d'observatoires astronomiques.
L'International Laser Ranging Service (ILRS) est créée en 1998 pour coordonner l'activité des différentes stations laser afin de répondre au développement des activités spatiales de géodésie et de géophysique. L'ILRS remplace des organisations similaires de dimension régionale.

## Les autres systèmes de télémétrie pour satellite
La télémétrie laser présente des inconvénients et des avantages. Elle permet une précision de quelques millimètres qui va en s'améliorant et l'équipement embarqué à bord du satellite est relativement peu onéreux. Contrairement aux techniques de géodésie utilisant les signaux électromagnétiques sa précision est relativement insensible à la composante humide de la troposphère. Par contre, elle n'est plus utilisable lorsque les conditions météorologiques se dégradent (couverture nuageuse importante) et nécessite la maintenance d'un équipement au sol relativement lourd ainsi que la présence d'un personnel qualifié pour sa mise en œuvre. Au-delà d'une altitude de 20 000 km, le rayon laser s'étale trop fortement pour permettre de détecter avec suffisamment de précision le retour du signal. À compter du début des années 1990 d'autres systèmes de télémesures, reposant sur l'utilisation des signaux radioélectriques, qui présentent l'avantage d'être des systèmes tous temps mais dont la précision est plus affectée par la traversée des couches de l'atmosphère, se sont développés :
- DORIS (Détermination d'Orbite et Radiopositionnement Intégré par Satellite), est un système développé par le CNES reposant sur des antennes émettrices réparties sur le globe. Le satellite embarque un récepteur qui analyse les signaux radio émis et calcule la position à partir du décalage Doppler. Le système est déployé sur une demi-douzaine de satellites.
- Le système de positionnement par satellites permet de déterminer en tout lieu et à tout moment la position et la vitesse d'un mobile porteur d'un récepteur. Le système américain GPS est actuellement déployé sur un certain nombre de satellites.
- Le système allemand PRARE (Precise Range and Range Rate Equipment) repose comme DORIS sur les émissions d'antennes au sol. Ce système qui a été notamment utilisé par ERS-2 lancé en 1995 n'est plus maintenu.

Certains satellites embarquent désormais plusieurs systèmes de télémétrie pour bénéficier des qualités de chacun des systèmes.